# Phyllidiopsis boucheti
Phyllidiopsis boucheti is een slakkensoort uit de familie van de Phyllidiidae. De wetenschappelijke naam van de soort is voor het eerst geldig gepubliceerd in 1996 door Valdés & Ortea.